# A Farsa do Doutor Finório
A Farsa do Doutor Finório é uma Peça de Teatro para a Televisão Portuguesa da RTP1 que estreou a 8 de Maio de 2009.

## Teatro em Casa - RTP
A Farsa do Doutor Finório é a adaptação de uma peça medieval de autor desconhecido francês do século XV para televisão, gravada no Estúdios Tobis no Lumiar, Lisboa. Na encenação de José Martins e no cenário concebido por José Costa Reis, com realização de Fernando Ávila, esta peça transporta para o presente um conjunto de personagens e de situações cómicas.jxuwjiex

## Sinopse
O Doutor Finório, é um advogado espertalhão interpretado por Luís Vicente, que consegue enganar Guilherme (Ivo Alexandre), um comerciante rico, levando um tecido sem o pagar. Mas, Guilherme também é enganado pelo pastor Tomás Cabreiro, que nesta versão Adérito Lopes transforma num rapper. Tal como nos nossos dias, é no palco de um tribunal liderado pelo Juiz (Luís Ramos) e invadido pelos media que os conflitos serão resolvidos. Contudo, o feitiço acaba por virar-se contra o feiticeiro quando o espertalhão Doutor Finório se vê enganado pelo pastor.

## Elenco
- Luís Vicente - Doutor Finório
- João Brás - Silvestre
- Ivo Alexandre - Guilherme
- Adérito Lopes - Tomás Cabreiro (O Pastor)
- Luís Ramos - O Juiz